# Uwe Schwart
Uwe Schwart (* im 20. Jahrhundert; † 6. Mai 2006) war ein US-amerikanischer Fußballtorhüter und Nationaltorhüter.

## Karriere

### Vereine
Schwart spielte zunächst von 1961 bis 1963 für den Toronto Roma FC in der von 1926 bis 1997 existierenden Canadian National Soccer League und hatte Anteil an der 1961er-Meisterschaft die reguläre Spielzeit betreffend und an der 1962er-Meisterschaft in der Eastern Canada Professional Soccer League. Im Spieljahr 1964 war er für den Ligakonkurrenten Montreal Italica aktiv, bevor er sich noch im selben Jahr in die Vereinigten Staaten begab.
In New York City spielte er 1964 für den New York Hota Bavarian SC, in der „German-American Soccer League“ (GASL), bevor er in der Spielzeit 1965 für New York Americans in der International Soccer League spielte. In dieser Spielzeit avancierte er zum besten Torhüter der Liga und wurde zugleich als wertvollster Spieler mit der ursprünglichen Auszeichnung für den Meister (erstmals an Dukla Prag 1961), der Dwight D. Eisenhower-Trophy, ausgezeichnet.

### Nationalmannschaft
Schwart spielte am 26. Mai 1964 – unter Johann Herberger (Neffe von Sepp Herberger), der die US-amerikanische Nationalmannschaft nur an diesem Tag offiziell betreute – ein einziges Mal für diese. Nach der 0:10-Niederlage gegen die Nationalmannschaft Englands in einem in Freundschaft ausgetragenen Länderspiel im New Yorker Downing Stadium, erwog er nie wieder das Nationaltrikot zu tragen.